# Galaxias johnstoni
Galaxias johnstoni is een  straalvinnige vissensoort uit de familie van snoekforellen (Galaxiidae). De wetenschappelijke naam van de soort is voor het eerst geldig gepubliceerd in 1936 door Scott.
De soort staat op de Rode Lijst van de IUCN als Kritiek, beoordelingsjaar 1996.